# الوارو مارتینز (بازیکن فوتبال، زاده ۱۹۷۴)
الوارو مارتینز (انگلیسی: Álvaro Martínez؛ زادهٔ ۳۰ مارس ۱۹۷۴) بازیکن فوتبال اهل اسپانیا است.
از باشگاه‌هایی که در آن بازی کرده‌است می‌توان به باشگاه فوتبال اتلتیک بیلبائو بی اشاره کرد.